# Type 1 SNCB
La Type 1 des chemins de fer belges (SNCB) était une locomotive à vapeur semi carénée rapide de type Pacific (disposition d'essieux 231, soit du nez à la cabine : un bogie composé de 2 roues porteuses, puis trois grandes roues motrices et enfin un autre essieu porteur traité en bissel type « Delta »).

## Caractéristiques
Après la Première Guerre mondiale, l'industrie ferroviaire belge connut un passage à vide, lié à l'important dédommagement de 2000 locomotives accordées à la Belgique par le Traité de Versailles et à la banalisation des machines (exploitation des machines en pool, servies par plusieurs équipes de conduite). Ce n'est que dans les années 30 que le besoin de nouvelle machine se fit sentir, afin de relever le défi de l'augmentation de la vitesse commerciale.
Le bureau d'études de la SNCB, en collaboration avec l'industrie, dont les sociétés subsistantes avaient formé le "Consortium des Constructeurs belges de Locomotives", entreprit de dériver de la Pacific type 10 une machine plus rapide, capable d'assurer les express lourds sur les axes internationaux Ostende - Bruxelles - Liège - Allemagne et Bruxelles - Luxembourg à 80 voire 100 km/h de vitesse moyenne.
Une première commande de 15 machines fut placée en 1935, suivie de 20 machines supplémentaires en 1938.
L'amélioration des performances provenait d'une meilleure masse adhérente, d'une surface de surchauffe et d'une chaudière plus importantes et d'un foyer énorme (5 m² de grille) à double porte d'alimentation (on ne fit pas le choix de l'alimentation mécanique du feu), ce qui lui permit d'atteindre une puissance de 2500 CV. 

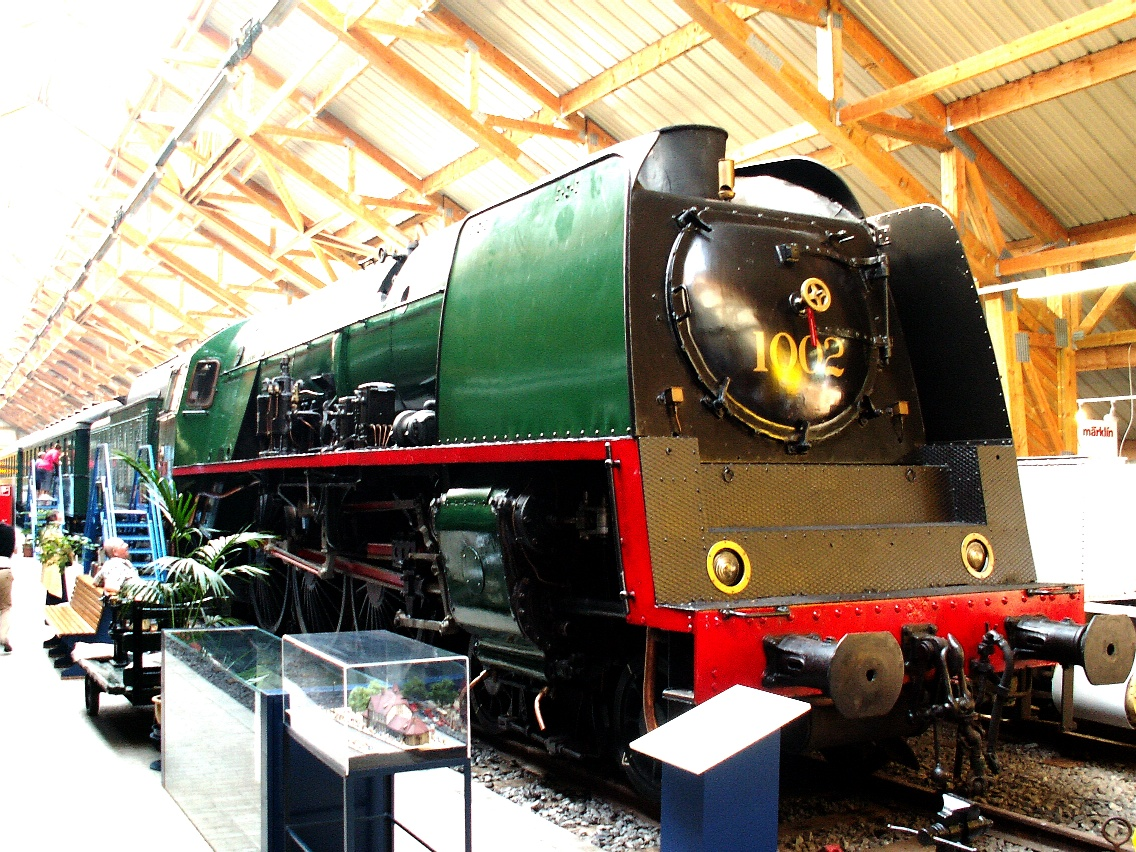
La 1.002, exposée au musée du CFV3V à Treignes

## Fin de carrière et préservation
En 1954, la 1.001 déraille à Wilsele. Elle sera considérée irréparable et radiée.
En 1962, la diéselisation des relations "grandes lignes" rend inutiles ces machines surdimensionnées pour les services locaux. Après moins de trente ans, elles sont retirées du service.
Seule la 1.002 est préservée. Elle fut retirée du service début 1962 sur avarie, puis remise en état de marche fin des années '80 jusqu'au année 90. Elle est actuellement exposée (avariée) au musée du chemin de fer du CFV3V (Chemin de fer à vapeur des trois vallées) à Treignes.
Il n'est pas impossible qu'elle soit réparée par Train World (Patrimoine historique de la SNCB) dans les prochaines années et ce pour avoir une deuxième locomotive à vapeur en état de marche comme patrimoine historique "vivant" avec la 29.013 (1945).